# Eerste divisie (vrouwenhandbal) 2020/21
De eerste divisie 2020/21 is de op een na hoogste afdeling van het Nederlandse handbal bij de dames op landelijk niveau.

## Gevolgen van de coronacrisis in Nederland
Na het vroegtijdige beëindigen van het seizoen 2019/20 werd er op 12 september 2020 het nieuwe handbalseizoen gestart.
- Op 13 oktober maakte het kabinet nieuwe maatregelen bekend door de oplopende cijfers van de tweede golf van het coronavirus in Nederland. Door de nieuwe maatregelen is de BENE-League, eredivisie (en lager) stilgelegd tot onbepaalde tijd.[2]
- Door de verleningen van de maatregelen en de komst van een totale lockdown in Nederland zijn alle competitie binnen de NHV stopgezet op 15 januari. Het NHV wil op 10 april 2021 een alternatieve competitie beginnen. Ook maakte het NHV bekend dat in het seizoen 2021/22 dezelfde poule-indelingen aanhouden, omdat de promotie-/degradatieregelingen stop zijn gezet voor het seizoen 2020/21.[1]

## Opzet
- De nummer 1 is kampioen en promoveert rechtstreeks naar de eredivisie
- De nummers 15 en 16, degraderen rechtstreeks naar de tweede divisie

Indien een vereniging met een team dat uitkomt in de eredivisie, een 2 e team heeft dat uitkomt in de eerste divisie, kan het team van betrokken vereniging niet in aanmerking komen voor promotie naar de eredivisie.
Indien een team kampioen wordt en niet kan promoveren naar de eredivisie promoveert de eerstvolgende op de ranglijst, mits die geen team in de eredivisie heeft, alsnog rechtstreeks naar de eredivisie.

## Teams
| Ploeg                           | Plaats     | Provincie     | Trainer(s)         | Hal                    |
| ------------------------------- | ---------- | ------------- | ------------------ | ---------------------- |
| Green Park Handbal Aalsmeer     | Aalsmeer   | Noord-Holland | Herman Schaap      | de Bloemhof            |
| DSS                             | Heemskerk  | Noord-Holland | Jitse Blommestein  | de Waterakkers         |
| Misker/E&O                      | Emmen      | Drenthe       | Mart Aalderink     | Angelslo               |
| Foreholte                       | Voorhout   | Zuid-Holland  | Marc Klein         | De Tulp                |
| B&B Healthcare/Hercules         | Den Haag   | Zuid-Holland  | Stefan Verlaan     | Boswijk                |
| PCA/Kwiek 2                     | Raalte     | Overijssel    | Edward Wolf        | Sporthal Tijenraan     |
| M.H.V. '81                      | Mill       | Noord-Brabant | Bas de Gier        | De Looierij            |
| PSV Handbal                     | Eindhoven  | Noord-Brabant | Jeroen Baats       | de Vijfkamp            |
| Westfriesland/SEW 2             | Nibbixwoud | Noord-Holland | Jeroen Smits       | de Bloesem             |
| Quintus 2                       | Kwintsheul | Zuid-Holland  | Marcello Radder    | Eekhout Hal            |
| De Tukkers                      | Albergen   | Overijssel    | Nicol Kooiker      | Sportpark het Loarkamp |
| VENECO/VELO                     | Wateringen | Zuid-Holland  | Zsigmond Makay     | Velohal                |
| OTTO Work Force/VOC Amsterdam 2 | Amsterdam  | Noord-Holland | Elly An de Boer    | Elzenhagen             |
| JuRo Unirek/VZV 2               | 't Veld    | Noord-Holland | John Zeeuw         | 't Zijveld             |
| Westsite                        | Amsterdam  | Noord-Holland | Franscal Udo       | Calandhal              |
| Z.A.P.                          | Breezand   | Noord-Holland | Ronald van de Kamp | de Zwaluwenvlucht      |

## Stand/uitslagen
Stand
>> Volledig afgelast, het getoonde is de oorspronkelijke stand. <<
| Pos | Club                            | Wed | W | G | V | Ptn | DV  | DT  | +/− | Opmerking                         |
| --- | ------------------------------- | --- | - | - | - | --- | --- | --- | --- | --------------------------------- |
| 1   | OTTO Work Force/VOC Amsterdam 2 | 4   | 4 | 0 | 0 | 8   | 131 | 87  | +44 | Kampioen                          |
| 2   | De Tukkers                      | 4   | 3 | 0 | 1 | 6   | 126 | 106 | +20 | Promotie naar eredivisie          |
| 3   | Misker/E&O                      | 4   | 3 | 0 | 1 | 6   | 106 | 104 | +2  |                                   |
| 4   | Westfriesland/SEW 2             | 5   | 3 | 0 | 2 | 6   | 131 | 151 | -20 |                                   |
| 5   | Foreholte                       | 4   | 2 | 1 | 1 | 5   | 123 | 108 | +15 |                                   |
| 6   | PSV Handbal                     | 3   | 2 | 0 | 1 | 4   | 78  | 75  | +3  |                                   |
| 7   | Z.A.P.                          | 5   | 2 | 0 | 1 | 4   | 72  | 79  | -7  |                                   |
| 8   | Green Park Handbal Aalsmeer     | 3   | 2 | 0 | 1 | 4   | 78  | 86  | -8  |                                   |
| 9   | PCA/Kwiek 2                     | 4   | 1 | 2 | 1 | 4   | 115 | 105 | +10 |                                   |
| 10  | JuRo Unirek/VZV 2               | 4   | 2 | 0 | 2 | 4   | 109 | 105 | +4  |                                   |
| 11  | VENECO/VELO                     | 4   | 1 | 2 | 1 | 3   | 104 | 102 | +2  |                                   |
| 12  | DSS                             | 5   | 1 | 1 | 3 | 3   | 119 | 152 | -33 |                                   |
| 13  | Westsite                        | 3   | 1 | 0 | 2 | 2   | 77  | 73  | +4  |                                   |
| 14  | Quintus 2                       | 5   | 0 | 3 | 2 | 2   | 122 | 130 | -8  |                                   |
| 15  | B&B Healthcare/Hercules         | 4   | 0 | 1 | 3 | 1   | 98  | 111 | -13 | Degradatie naar de tweede divisie |
| 16  | M.H.V. '81                      | 3   | 0 | 0 | 3 | 0   | 67  | 82  | -15 | Degradatie naar de tweede divisie |

## Uitlagen
>> Volledig afgelast, het getoonde is de oorspronkelijke stand. <<
| Team                            | AAL   | DSS   | E&O   | FOR   | HER   | KWI   | MHV   | PSV   | SEW   | QUI   | TUK   | VEL   | VOC   | VZV   | WES   | ZAP   |
| ------------------------------- | ----- | ----- | ----- | ----- | ----- | ----- | ----- | ----- | ----- | ----- | ----- | ----- | ----- | ----- | ----- | ----- |
| Green Park Handbal Aalsmeer     |       | 00–00 | 00–00 | 00–00 | 30–28 | 00–00 | 26–23 | 00–00 | 00–00 | 00–00 | 00–00 | 00–00 | 00–00 | 00–00 | 00–00 | 00–00 |
| DSS                             | 00–00 |       | 00–00 | 00–00 | 27–27 | 00–00 | 00–00 | 00–00 | 00–00 | 00–00 | 00–00 | 26–25 | 00–00 | 00–00 | 00–00 | 00–00 |
| Misker/E&O                      | 00–00 | 00–00 |       | 00–00 | 00–00 | 00–00 | 00–00 | 00–00 | 00–00 | 00–00 | 30–26 | 00–00 | 23–34 | 00–00 | 00–00 | 00–00 |
| Foreholte                       | 00–00 | 32–23 | 00–00 |       | 00–00 | 00–00 | 00–00 | 00–00 | 38–21 | 27–27 | 00–00 | 00–00 | 00–00 | 00–00 | 00–00 | 00–00 |
| B&B Healthcare/Hercules         | 00–00 | 00–00 | 23–24 | 00–00 |       | 00–00 | 00–00 | 00–00 | 00–00 | 00–00 | 00–00 | 00–00 | 00–00 | 00–00 | 20–30 | 00–00 |
| PCA/Kwiek 2                     | 00–00 | 00–00 | 00–00 | 37–26 | 00–00 |       | 00–00 | 00–00 | 00–00 | 25–25 | 00–00 | 00–00 | 00–00 | 00–00 | 00–00 | 00–00 |
| M.H.V. '81                      | 00–00 | 00–00 | 21–29 | 00–00 | 00–00 | 00–00 |       | 00–00 | 00–00 | 00–00 | 00–00 | 00–00 | 00–00 | 23–27 | 00–00 | 00–00 |
| PSV Handbal                     | 35–22 | 00–00 | 00–00 | 00–00 | 00–00 | 00–00 | 00–00 |       | 00–00 | 00–00 | 00–00 | 00–00 | 00–00 | 00–00 | 00–00 | 00–00 |
| Westfriesland/SEW 2             | 00–00 | 00–00 | 00–00 | 00–00 | 00–00 | 30–29 | 00–00 | 00–00 |       | 24–20 | 00–00 | 29–28 | 00–00 | 00–00 | 00–00 | 00–00 |
| Quintus 2                       | 00–00 | 00–00 | 00–00 | 00–00 | 00–00 | 00–00 | 00–00 | 22–23 | 00–00 |       | 00–00 | 00–00 | 00–00 | 00–00 | 00–00 | 28–31 |
| De Tukkers                      | 00–00 | 38–25 | 00–00 | 00–00 | 00–00 | 00–00 | 00–00 | 00–00 | 36–27 | 00–00 |       | 00–00 | 00–00 | 00–00 | 00–00 | 00–00 |
| VENECO/VELO                     | 00–00 | 00–00 | 00–00 | 00–00 | 00–00 | 24–24 | 00–00 | 00–00 | 00–00 | 00–00 | 00–00 |       | 00–00 | 00–00 | 27–23 | 00–00 |
| OTTO Work Force/VOC Amsterdam 2 | 00–00 | 30–18 | 00–00 | 00–00 | 00–00 | 00–00 | 00–00 | 00–00 | 00–00 | 00–00 | 00–00 | 00–00 |       | 00–00 | 00–00 | 30–16 |
| JuRo Unirek/VZV 2               | 00–00 | 00–00 | 00–00 | 00–00 | 00–00 | 00–00 | 00–00 | 31–20 | 00–00 | 00–00 | 00–00 | 00–00 | 30–37 |       | 00–00 | 00–00 |
| Westsite                        | 00–00 | 00–00 | 00–00 | 00–00 | 00–00 | 00–00 | 00–00 | 00–00 | 00–00 | 00–00 | 24–26 | 00–00 | 00–00 | 00–00 |       | 00–00 |
| Z.A.P.                          | 00–00 | 00–00 | 00–00 | 00–00 | 00–00 | 00–00 | 00–00 | 00–00 | 00–00 | 00–00 | 00–00 | 00–00 | 00–00 | 25–21 | 00–00 |       |